# Hohenzollern-kastély
A Hohenzollern-kastély Délnyugat-Németországban, Baden-Württemberg tartományban, Hechingen és Bisingen között található, és ez utóbbihoz tartozik. Stuttgarttól 50 km-re délre fekszik, a Hohenzollern-hegy tetején, mintegy 850 m magasan. A Hohenzollern-ház ősi székhelye.
Eredetileg az első várkastély a 11. század első felében épült, de 1423-ban a sváb császári városok tíz hónapos ostromában teljesen megsemmisült. 1454 és 1461 között nagyobbra és erősebbre építették. A sváb Hohenzollern-család menedékeként szolgált háborús időkben, még a harmincéves háború alatt is. A 18. század végére azonban elveszítette stratégiai jelentőségét, és hamarosan pusztulásnak indult, jó néhány rozoga épülete összedőlt. Ma már csak a kápolna áll a középkori várból. 1846 és 1867 között IV. Frigyes Vilmos porosz király építette újjá, másodszor is, ma is ebben a formájában láthatjuk. Friedrich August Stülert bízták meg az építkezéssel, ő angol neogótikus stílusban és a Loire kastélyainak szellemében alkotta meg a terveit. Mivel csak emlékül épült a családnak, 1945-ig egy Hohenzollernnek sem szolgált otthonául, amikor az utolsó porosz koronaherceg, Vilmos költözött ide. Vilmos herceg és felesége, Cecília koronahercegnő ma is itt nyugszanak.

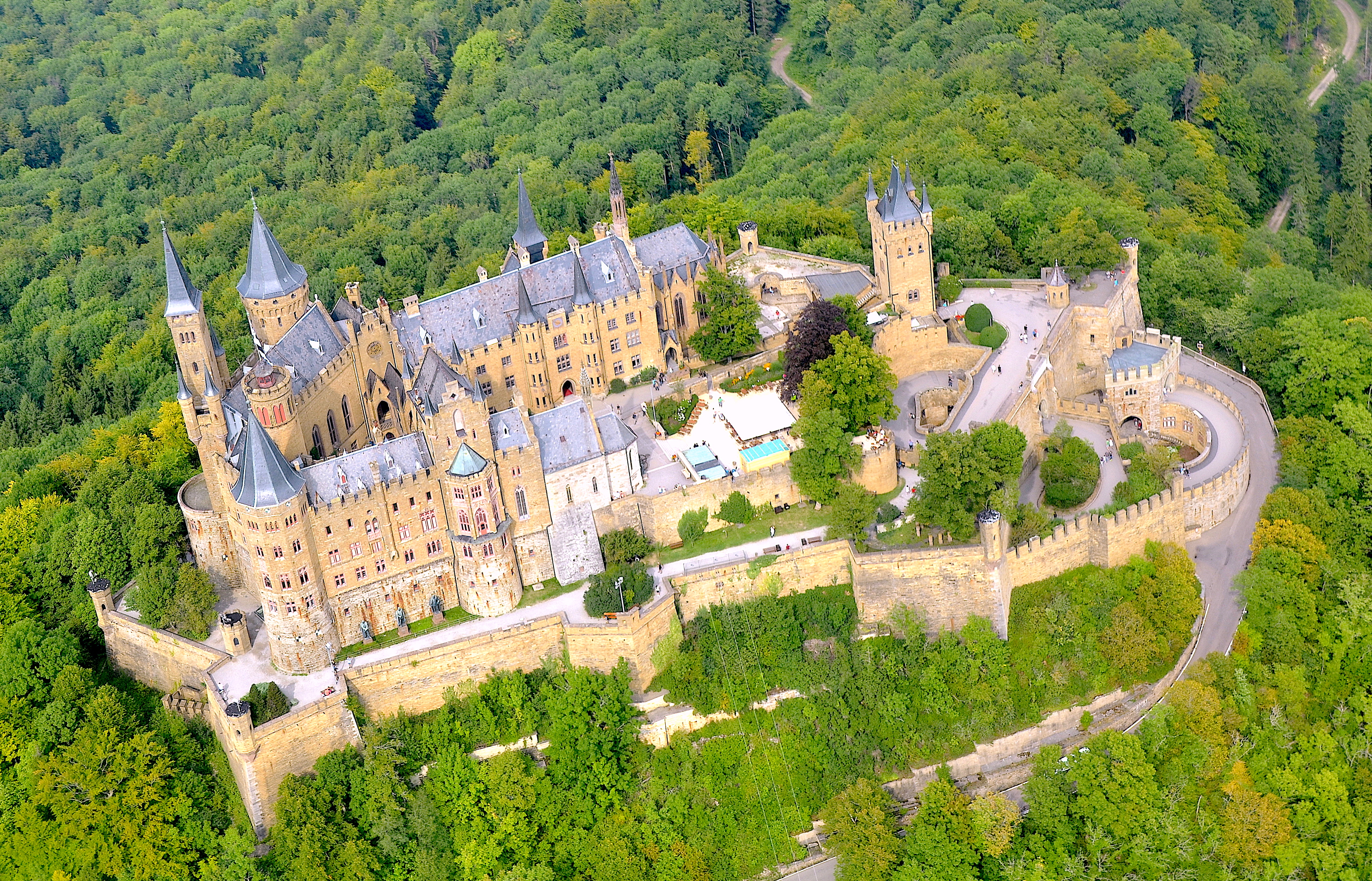
Légifelvétel